# خوان رائول اچیورتا
خوان رائول اچیورتا (انگلیسی: Juan Raul Echevarrieta; ۲۳ ژوئیهٔ ۱۹۱۱ – ۲۷ نوامبر ۱۹۸۷) بازیکن فوتبال اهل آرژانتین بود.
از باشگاه‌هایی که در آن بازی کرده‌است می‌توان به باشگاه فوتبال پالمیراس اشاره کرد.